# Kurt Steinbach (Zahnmediziner)
Kurt Steinbach, gebürtig Curt Emil Louis Fritz Steinbach (* 23. Oktober 1890 in Gießen; † 25. September 1974 in Hamburg) war Zahnarzt und Facharzt für Hals-Nasen-Ohren-Heilkunde und für Kieferchirurgie.

## Leben
Kurt Steinbach erhielt Mitte 1912 seine zahnärztliche Approbation und Ende April 1931 seine ärztliche Approbation.
Anfang 1931 trat er in die NSDAP ein. Bereits Ende März 1934 richtete die Gesundheitsbehörde Hamburgs auf dem Gelände des Krankenhauses in Eppendorf eine Spezialklinik für Kieferkranke ein. Als Vorbild galt die Westdeutsche Kieferklinik in Düsseldorf, sodass der Name "Norddeutschen Kieferklinik" (auch Kieferstation genannt) entstand. Steinbach wurde Leiter, aber bevor die Klinik offiziell eröffnet wurde, erfolgte die Unterstellung unter die Universitätszahnklinik. Durch Kompetenzstreitigkeiten kam es zu Verwerfungen zwischen Steinbach und dem Direktor der Universitätszahnklinik Eduard Precht. Ende Oktober 1935 folgte die Beurlaubung und Ende März 1936 die Entlassung Steinbachs. In der Folge übernahm Precht die Gesamtführung der beiden Kliniken und Steinbach ging als Kieferchirurg an das Hafenkrankenhaus. Dort probierte er gegen den Widerstand von Precht eine Kieferklinik aufzubauen.
Bereits 1935 hatten der Reichsstatthalter Karl Kaufmann und der Präsident der Gesundheitsbehörde Senator Friedrich Ofterdinger die Planung für eine Spezialklinik für Kieferverletzte außerhalb der Universität begonnen. Erst Anfang Juli 1939 wurde der Auftrag für die Einrichtung der Spezialklinik von Kaufmann im Zuständigkeitsbereich der Gemeindeverwaltung gegeben und Steinbach zum Leiter ernannt. Hierfür wurden die Gebäude des ehemaligen jüdischen Krankenhauses in der Eckernförder Straße genutzt und die Klinik erhielt den Namen "Nordwestdeutsche Kieferklinik". Mit der Mobilmachung erging kurze Zeit später der Auftrag durch Kaufmann unter Billigung von Ofterdinger an das Universitätskieferklinik alle Einrichtungsgegenstände und das Personal an die Nordwestdeutsche Kieferklinik zu überführen. Durch weitere Intervention von Kaufmann wurde die Kieferklinik als Speziallazarett deklariert, wodurch der Aufbau weitergehen konnte. Unter Steinbach erfolgte der Aufbau auf 286 Betten inkl. Kleinkinder- und Säuglingsabteilung. Die Kieferklinik inkl. dem angeschlossenen Reservelazarett verfügte dann über zwölf behandelnde Ärzte.
Nach dem Tod von Precht 1938 entbrannte ein Streit um die Besetzung des vakanten Lehrstuhls. Kaufmann verteidigte die Kieferklinik als ausreichende Ausbildungsstätte für Studenten. 1941 äußerte sich das Reichsministerium, dass durch die Errichtung der Nordwestdeutsche Kieferklinik die Besetzung personaltechnisch erschwert sei, aber Steinbach für wissenschaftlich nicht ausreichend qualifiziert für die Übernahme des Lehrstuhls erachtet wurde.
Zusammenfassend war Steinbach dann von 1939 bis 1945 Ärztlicher Direktor der Nordwestdeutschen Kieferklinik (heute Kopf- und Neurozentrum am Universitätsklinikum Hamburg-Eppendorf) und in Personalunion als Facharzt für Wiederherstellungschirurgie bis 1946 Chefarzt des Reservelazaretts VIII. Dieses war 1943 als Kieferabteilung in ein Lüneburger Lazarett verlegt worden. Seit Mitte 1940 war Steinbach Facharzt für Zahn-, Mund- und Kieferkrankheiten, was ihm wieder durch Unterstützung Kaufmanns einen Lehrauftrag am Universitätsklinikum ermöglichte. Ebenso war er Oberstabsarzt.
Seine Entlassung folgte der strengen Entnazifizierung unter Rudolf Degkwitz. Die Kieferklinik wurde so Mitte 1945 von Karl Schuchardt erst als Chefarzt, dann als ärztlicher Direktor übernommen.
Steinbach engagierte sich in der Folge an der Schule für Sprachkranke und forcierte erfolgreich die Errichtung einer Sprachabteilung an der Kieferklinik.
1950 wurde er entnazifiziert (Gruppe V, unbelastet).

## Werke (Auswahl)
- In: Zeitschrift für Stomatologie, Band 39, Urban & Schwarzenberg, 1941: u. a.
  - Die Trigeminusneuralgie und ihre intraorale operative Behandlung des 2. und 3. Astes. S. 425 ff.
  - Allgemeine Behandlungsmethoden bei Ober- und Unterkieferbrüchen in der Nordwestdeutschen Kieferkliniken. S. 441 ff.
  - Funktionelle und kosmetische Ergebnisse bei Lippen- und Wangenplastiken. S. 449 ff.
- Ein Jahr Nordwestdeutsche Kieferklinik in Hamburg: Beiträge zur Kieferchirurgie. Urban & Schwarzenberg, 1941.